# Peter Hertha
Peter Hertha (* 28. Oktober 1939 in Gotha; † 25. September 1991 in Vellmar) war ein deutscher Ingenieur und Künstler, der sich auf elektronische Lichtskulpturen spezialisierte.

## Leben

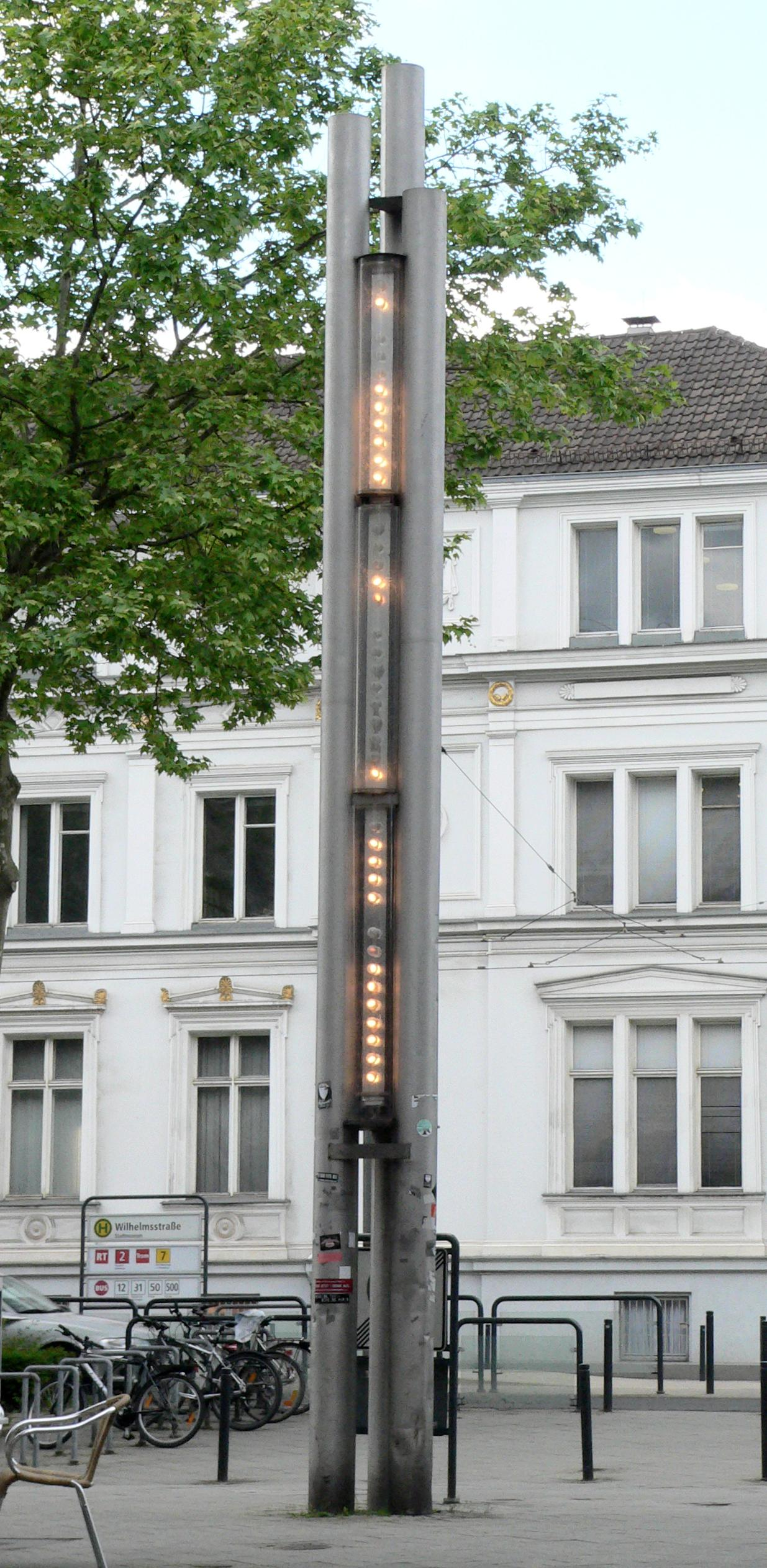
Die Linearuhr in der Wilhelmstraße / Ecke Ständeplatz am 2. Juni 2006 um 16:21:47 Uhr (Da einige Glühlampen defekt waren, wird die Uhrzeit nicht exakt angezeigt)

Peter Hertha wurde 1939 in Gotha geboren. Nachdem er aus der DDR geflohen war, studierte er Ingenieurwissenschaften in Kassel. Peter Hertha war nicht nur Ingenieur, sondern auch Künstler. Die von ihm entwickelte Linearuhr, von der es unterschiedliche Modelle gibt, befindet sich auch als neun Meter hohes Kunstwerk an der Wilhelmsstraße in Kassel. Dort steht sie seit 1977.
Statt Ziffernblatt oder Digitalanzeige hatte Hertha bei seiner Erfindung auf eine neue Form der Zeitdarstellung gesetzt: 39 Lampen zeigen Stunden, Minuten und Sekunden an. Bereits in den 1960er Jahren hatte der Ingenieur und Künstler erste Modelle entwickelt. Eines der Tischmodelle bekam der frühere Bundespräsident Walter Scheel geschenkt, als er im Oktober 1978 in Kassel zu Gast war.
Die 39 Glühbirnen sind in sechs Gruppen aufgeteilt, die vergleichbar sind mit den sechs Stellen einer Digitaluhr. Die ersten beiden Lampen zeigen an, ob die Uhrzeit mit einer 1 oder einer 2 beginnt (also die Zehnerstunden), die nächsten neun Lampen zeigen, welche Zahl folgt. Dieses System setzt sich für die Minuten und Sekunden fort.
Mit dem documenta-Künstler Horst H. Baumann entwickelte er das documenta-Kunstwerk Laserscape Kassel, das sich im Obergeschoss des Zwehrenturmes befindet und noch heute regelmäßig über Kassel leuchtet. Dieser nutzte später das Prinzip der Linearuhr auch für seinen Lichtzeitpegel in Düsseldorf und veröffentlichte es unter seinem Namen.
Peter Hertha starb 1991. Heute kümmern sich seine Töchter um sein künstlerisches Erbe.